# Kan’onji
Kan’onji (japanisch 観音寺市, -shi, wörtlich: Kannon-Tempel) ist eine Stadt in der Präfektur Kagawa in Japan.

## Geschichte
Die heutige Stadt entstand am 11. Oktober 2005 durch Zusammenlegung der alten Stadt Kan’onji mit den Chō Ōnohara (大野原町, -chō) und Toyohama (豊浜町, -chō) im Landkreis Mitoyo.

## Verkehr
- Zug:
  - JR Yosan-Linie
- Straße:
  - Takamatsu-Autobahn
  - Nationalstraße 11: nach Tokushima und Matsuyama
  - Nationalstraße 377

## Sehenswürdigkeiten

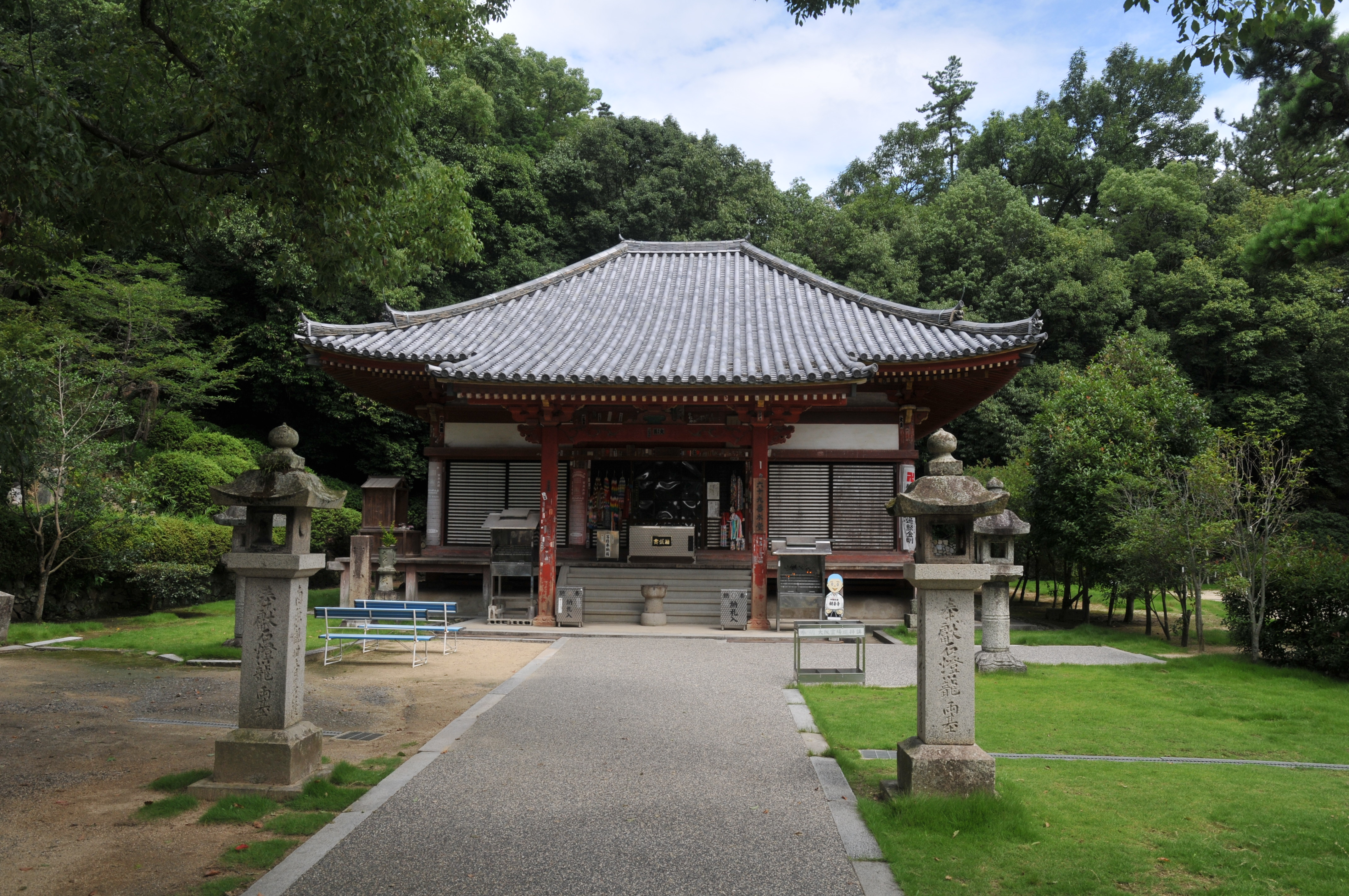
Kan’on-ji

- Jinne-in, 68. buddhistischer Tempel auf dem Shikoku-Pilgerweg
- der namensgebende Tempel Kan’on-ji, 69. Tempel auf dem Shikoku-Pilgerweg
- Zenigata Sunae

## Städtepartnerschaften
- Appleton (Wisconsin), USA seit 1988

## Söhne und Töchter der Stadt
- Ōhira Masayoshi (1910–1980), 68. und 69. Premierminister von Japan, damals noch in Wada geboren
- Keizō Hamada (* 1952), Politiker
- Hiroki Ogita (* 1987), Stabhochspringer

## Angrenzende Städte und Gemeinden
- Miyoshi
- Mitoyo
- Shikokuchūō